# دینا شانپ-بولان
دینا شانپ-بولان (انگلیسی: Doina Șnep-Bălan؛ زادهٔ ۱۰ december ۱۹۶۳ (۶۱ سال)) ورزشکار روئینگ اهل رومانی است.
وی در مسابقات کشوری و بین‌المللی در مجموع برندهٔ ۳ مدال طلا، ۴ مدال نقره، ۳ مدال برنز شده‌است.